# Lenn Kudrjawizki

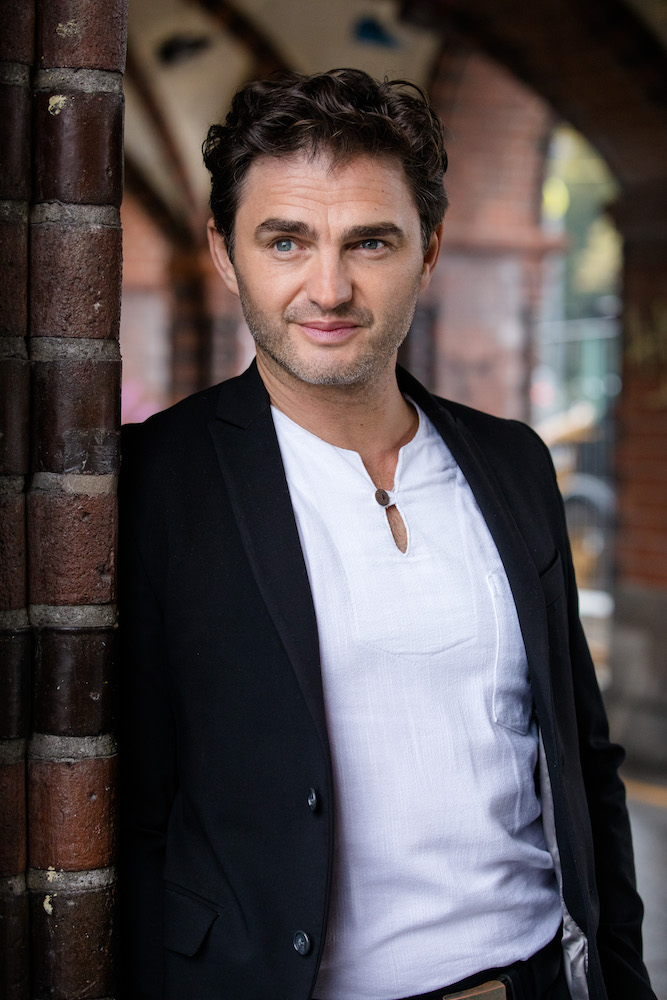
Lenn Kudrjawizki

Lenn Kudrjawizki (* 10. Oktober 1975 in Leningrad, Sowjetunion) ist ein deutscher Schauspieler, Musiker und Autor.

## Biografie
Lenn Kudrjawizki kam 1975 mit seinen Eltern im Alter von zwei Monaten von Leningrad nach Ost-Berlin, wo sein Vater, der in Dnipropetrowsk (Ukrainische Sozialistische Sowjetrepublik) geboren wurde, eine Anstellung als Wissenschaftler hatte und seine russische Mutter als Dolmetscherin arbeitete. Er entdeckte das Violinspiel und stand mit 6 Jahren mit dem Leningrader Staatsballett auf der Bühne. Er besuchte ein musisches Gymnasium, an dem er Schauspiel-, Gesangs- und Geigenunterricht bekam. In Dresden studierte er schließlich Violine.
Mit dem Film Katrin und Wladimir lieferte er 1996 sein TV-Debüt. Darin spielt er einen an Leukämie erkrankten jungen Mann, der sich in eine andere Patientin verliebt. 2000 spielte Kudrjawizki in einer Nebenrolle in der internationalen Produktion Duell – Enemy at the Gates von Jean-Jacques Annaud. 2001 spielte er die Hauptrolle im Spielfilm Kiki und Tiger unter der Regie des Schweizers Alain Gsponer. Für diese schauspielerische Leistung wurde Kudrjawizki für den Förderpreis Deutscher Film 2002 nominiert.
Von 2001 bis 2006 war Kudrjawizki Teil des festen Ensembles der RTL-Serie Abschnitt 40. Parallel dazu wirkte er in verschiedenen Kino- und Fernsehproduktionen mit, wie in PiperMint – Das Leben, möglicherweise, im oscarprämierten Film Die Fälscher von Stefan Ruzowitzky, in Die Päpstin, in der Paramount-Produktion Jack Ryan: Shadow Recruit, neben Kevin Costner unter der Regie von Kenneth Branagh, in The Transporter Refueled – produziert und geschrieben von Luc Besson, als Kommissar Emil Perica in der ARD-Reihe Der Kroatien-Krimi sowie als Prince Dir in der weltweit ausgestrahlten Fernsehserie Vikings.
2006 machte Lenn Kudrjawizki den Schritt hinter die Kamera. Im Kurzfilm Today Is My Day spielte er nicht nur die männliche Hauptrolle, sondern führte auch Regie. Seine zweite Regiearbeit, der Kurzfilm Thank You Mr. President, wurde ebenfalls mit dem Prädikat „wertvoll“ ausgezeichnet, war nominiert für den „First Steps Award 2009“ und hat den Murnau-Kurzfilmpreis 2010 verliehen bekommen. Für seine Regiearbeit Business As Usual – Der Prophet fliegt mit hat Kudrjawizki den Menschenrechtspreis von Amnesty International verliehen bekommen. Der Film lief weltweit auf Festivals und hat unter anderem den Radio Eins Kurzfilmpreis 2014 und den Publikumspreis beim International DC Filmfest gewonnen.
Neben seiner schauspielerischen Laufbahn ist Kudrjawizki auch musikalisch tätig. 2006 veröffentlichte er sein erstes Soloalbum LENN – PopArt und 2014 sein zweites, Colors of Life. Mit der Berliner Band Fiddlaffairs steht er regelmäßig auf der Bühne. Neben Konzerten mit der Staatsoperette Dresden und dem Leipziger Gewandhausorchester gründete er mit seiner Firma Legrain Productions zusammen mit Felix Neumann und Stefan Lohmann das erste nachhaltig aufgestellte Orchester Berlin Show Orchestra und engagiert sich durch das Nachhaltigkeitskonzept für den Klimaschutz. Als Unicef Botschafter unterstützt Lenn bereits seit vielen Jahren Kinder mit Klimaschutzprojekten in Kroatien und Mosambik.
Mit seinem Erstlingswerk „Familienbande - vom Leben, Lieben und Loslassen“, welches beim S. Fischer Verlag erschien, erreichte Kudrjawizki als Autor die Spiegel-Bestsellerliste.
Lenn Kudrjawizki ist Mitglied der  European Film Academy, im Bundesverband Schauspiel (BFFS) und seit 2024 im Vorstand der Deutschen Filmakademie. Er ist mit der Musikerin Nora Kudrjawizki verheiratet, das Paar hat zwei Kinder. Sein Sohn Lior (* 2009) ist ebenfalls Schauspieler.

## Filmografie (Auswahl)
- 1996: Katrin und Wladimir
- 1998: Tatort: Money! Money!
- 1999: Die Cleveren (Fernsehserie)
- 1999: Die Entführung (Fernsehfilm)
- 2001: Duell – Enemy at the Gates
- 2002: Abschnitt 40 (Fernsehserie, 38 Folgen)
- 2002: Kiki und Tiger
- 2002: Die achte Todsünde: Toskana-Karussell
- 2003: Die Verbrechen des Professor Capellari (Fernsehserie)  (Folge 14: Mord und Musik)[3]
- 2003: Tatort: Der Prügelknabe
- 2004: Die Kirschenkönigin (Miniserie)
- 2004: PiperMint… Das Leben, möglicherweise
- 2004: Such mich nicht
- 2005: Alarm für Cobra 11 – Die Autobahnpolizei (Fernsehserie, Folge Auf der Jagd)
- 2007: Die Fälscher
- 2007: GSG 9 – Ihr Einsatz ist ihr Leben (Fernsehserie, 2 Folgen)
- 2007: Bezaubernde Marie
- 2007: Große Lügen
- 2007: Sieben Tage Sonntag
- 2007: Kommissar Stolberg (Fernsehserie, 1 Folge)
- 2007: Today Is My Day (Kurzfilm)
- 2008: Thank You Mr. President (Kurzfilm)
- 2008: Die Zeit, die man Leben nennt
- 2009: Tatort: Schweinegeld
- 2009: Die Päpstin
- 2011: Der Mann mit dem Fagott
- 2011: Tatort: Ausgelöscht
- 2011: Schicksalsjahre (Fernsehserie, 1 Folge)
- 2011: Notruf Hafenkante (Fernsehserie, Folge Dummer August)
- 2012: Die Draufgänger (Fernsehserie, 1 Folge)
- 2012: Polizeiruf 110 – Eine andere Welt
- 2014: Jack Ryan: Shadow Recruit
- 2014: Business As Usual – Der Prophet fliegt mit
- 2014: Ein starkes Team: Späte Rache (Fernsehserie, 1 Folge)
- 2014: Heldt (Fernsehserie, 1 Folge)
- 2015: The Transporter Refueled
- 2015: Occupied – Die Besatzung (Fernsehserie, 4 Folgen)
- 2015: Starfighter – Sie wollten den Himmel erobern (Fernsehfilm)
- 2016: Berlin Station (Fernsehserie, 1 Folge)
- 2016: Der Kroatien-Krimi – Der Teufel von Split
- 2016: Der Kroatien-Krimi – Tod einer Legende
- 2016: Vor der Morgenröte
- 2017: Skripka
- 2018: Svideteli
- 2018: Der Alte – Folge 414: Die Kunst des Scheiterns
- 2018: Der Kroatien-Krimi – Tod auf Vis
- 2018: Der Kroatien-Krimi – Messer am Hals
- 2019: Vikings (Fernsehserie, 6 Folgen)
- 2019: World On Fire (Fernsehserie, 1 Folge)
- 2019: Traumfabrik
- 2019: Der Kroatien-Krimi – Der Mädchenmörder von Krac
- 2019: Der Kroatien-Krimi – Der Henker
- 2020: Kaddish
- 2020: Der Kroatien-Krimi – Tote Mädchen
- 2020: Der Kroatien-Krimi – Tränenhochzeit
- 2020: Unorthodox (Miniserie, 2 Folgen)
- 2020: Vikings (Fernsehserie, 6 Folgen)
- 2020: Tatort: Lass den Mond am Himmel stehn
- 2021: Der Kroatien-Krimi – Jagd auf einen Toten
- 2021, 2022: Der Kroatien-Krimi – Die Patin von Privonice
- 2021: Marie Brand und der Tote im Trikot
- 2021: Babylon Berlin (Fernsehserie, 6 Folgen)
- 2021: Tom Clancy’s Jack Ryan
- 2022: Marie Brand und der entsorgte Mann
- 2022: Der Kroatien-Krimi – Tod im roten Kleid
- 2022: Der Kroatien-Krimi – Vor Mitternacht
- 2023: Der Kroatien-Krimi – Der Todesritt (Fernsehreihe)
- 2023: Der Kroatien-Krimi – Split vergisst nie (Fernsehreihe)
- 2024: Constellation  (Miniserie)
- 2024: Nelly und das Weihnachtswunder (Fernsehfilm)
- 2025: Der Kuss des Grashüpfers
- 2025: Mord in Wien – Der letzte Bissen (Fernsehreihe)